# Cordylomera copei
Cordylomera copei är en skalbaggsart som beskrevs av Karl Adlbauer 2001. Cordylomera copei ingår i släktet Cordylomera och familjen långhorningar. Inga underarter finns listade i Catalogue of Life.